# Cicatrices
Cicatrices del alma, o simplemente Cicatrices, es una película de Drama-cristiana mexicana de 2005, dirigida por Francisco del Toro. Estuvo protagonizada por Nora Salinas y Rodrigo Abed, ambos interpretan a un matrimonio en decadencia. También contó con las actuaciones de Susana González y Evangelina Sosa.
La película retoma los temas de violencia intrafamiliar y la pérdida con una trama que presenta el maltrato físico y psicológico, que no se limita solo del hombre hacia la mujer, sino que presenta también en viceversa. En la conclusión de la película, se definen otros factores que influyen en las relaciones maritales, y cómo la pareja debe organizarse nuevamente para fomentar el respeto mutuo.

## Argumento
La historia se centra en el matrimonio Olea, formado por Clara y Julián quienes viven en la Ciudad de México con su hijo de 8 años de edad, cuyo nombre es el mismo que el de su padre (recurrentemente lo llaman Juliancito o Júnior). Con el paso del tiempo, Clara vive un terrible infierno al lado de Julián, empezando por la forma de "sirvienta" en la que ésta se siente, las constantes humillaciones que sufre por parte de su suegra Sagrario, y las recriminaciones que recibe por parte de su hermana Thelma, que le recrimina la forma en la que Julián la tiene controlada (irónicamente, ella también ejerce cierta violencia sobre su esposo). Harta de este maltrato psicológico y como una forma de rebelarse, Clara empieza a tener muy fuertes arranques de ira contra Julián y su suegra, lo que conlleva a que Julián empiece a maltratarla físicamente de manera más violenta. Esto afecta mucho a Juliancito, que tiene un pésimo desarrollo escolar y social, todo gracias a esos sucesos entre sus padres.  
Por medio de un comentario de su hijo Julián, Clara descubre que su marido tiene una amante (de nombre Diana) y a partir de aquí, está dispuesta a pedirle el divorcio. Poco a poco, ambos empiezan a tomar represalias uno contra el otro, con tal de quedarse con Juliancito y de hundir al otro, sin poner la atención necesaria en su hijo. Un día, Juliancito cae de la azotea de la casa de la familia de Clara, jugando con la bicicleta que su papá le había regalado, finalmente fallece días más tarde. Esto lleva a Clara a aislarse y a una fuerte depresión que la lleva a intentar suicidarse con una sobredosis de fármacos. Mientras tanto, y gracias a su antiguo cliente y ahora amigo Flavio, Julián descubre a Dios, por lo que encuentra consuelo y un cambio de vida, leyendo la Biblia y cambiando su forma de vivir, ahora con fe. A partir de eso, Julián deja a Diana, quien fuera su amante, y está dispuesto a recuperar su matrimonio con Clara por lo que cambia de actitud buscando una reconciliación, aunque ella en este punto sigue sin superar la muerte de su hijo, y el dolor por su separación.
Después de intentar diversas cosas que la llevan de mal en peor, y cansada de la vida, Clara escucha el consejo de Conchita -una señora que trabaja en su familia como ayudante, a quien consideran como parte de la familia- quién también al igual que Flavio para el caso de Julián, usa la Biblia para hablarle de Dios y de su fe a Clara, quien después de tanto sufrir, va tomando un nuevo sentido igual que Julián, y finalmente aceptan volver juntos.
En una escena final, se aprecia que en medio de una discusión, Julián estuvo a punto de volver a golpear físicamente a Clara, pero se controla, se ve que su vida es mucho más pacífica ahora y están esperando un hijo nuevo.

## Reparto
- Nora Salinas como Clara Gabriela Durán Huerta de Olea.
- Rodrigo Abed como Julián Olea Cervantes.
- Bryan Rangel como Julián José Olea Durán.
- Leonor Bonilla como Thelma Durán de Rivera.
- Susana González como Diana de la Paz de Hernández.
- Marta Aura como Felicia Huerta  de Durán.
- Fernando Vesga como Flavio Acosta.
- Joana Brito como Sagrario de Cervantes de Olea.
- Juan Gabriel Berthier como Celso Rivera.
- Eduardo Reza como Sabino Durán Huerta.
- Evangelina Sosa como Judith Durán.
- Antonio Gozat como Leonardo Montes .
- César Aguirre como José.
- José Joel Sosa como Manuel Ferrer.
- Fernando Sayún como Rolando.
- Nuthze Cienfuegos como Lolita Franco Salvador.

## Producción

### Rodaje
La película fue rodada en la Ciudad de México.

### Música
La música estuvo a cargo de Víctor Manuel Peña, pero a su vez, el largometraje contó con algunos temas adicionales de otros autores, y son los siguientes:
- 1. "Un Ángel Llora" por Annette Moreno.
- 2. "Guardián de mi Corazón" por Annette Moreno.
- 3. "Libertad" por Grady Pope.
- 4. "La bella y la bestia" por Christian Jiménez Bundó.

## Reconocimiento

### Recepción crítica
La película recibió críticas mixtas, pero fue elogiada por las interpretaciones de Abed y Salinas. 

### Premios y nominaciones

#### Diosas de Plata
Los Periodistas Cinematográficos de México (Pecime) en la XXXVI entrega de las Diosas de Plata a lo mejor del cine mexicano en 2005, otorgaron tres victorias para la película ganando en todas sus candidaturas.
| Categoría               | Persona                            | Resultado | Ref.  |
| ----------------------- | ---------------------------------- | --------- | ----- |
| Mejor actor             | Rodrigo Abed                       | Ganador   | [ 1 ] |
| Mejor actriz revelación | Nora Salinas                       | Ganadora  | [ 1 ] |
| Mejor tema musical      | "Un ángel llora" de Annette Moreno | Ganadora  | [ 1 ] |